# Gjeddesdal
Gjeddesdal er dannet i 1672, som hovedgård af Holger Vind. Gården ligger i Greve Sogn, Tune Herred, Roskilde Amt, Greve Kommune. Hovedbygningen er opført i en engelskinspireret nybarok stil 1916-1918 ved arkitekt Gerhardt Poulsen efter en brand. Både i J.P. Traps Danmark og Danske Slotte anføres det fejlagtigt, at Alex Poulsen (1910-1999) var arkitekt ved Gjeddesdals genopførelse.
Gjeddesdal Gods er på 607,4 hektar med Ventrupgaard, Barfredshøj og Maglehøjgaard.

## Ejere af Gjeddesdal
- (1669-1672) Erik Krag
- (1672-1683) Holger Vind
- (1683-1706) Margrethe Gjedde gift Vind
- (1706-1714) Niels Benzon
- (1714-1735) Peder Benzon
- (1735-1761) Lars Benzon
- (1761-1770) Hermann Lengerken von Kløcker
- (1770-1774) Caroline von Hoppe gift von Kløcker
- (1774-1797) Michael Wulff Gjøe
- (1797-1822) Jens Laurits Barfred
- (1822-1831) Heinrich Christian Valentiner
- (1831-1866) Adolph Valentiner
- (1866-1905) Heinrich Nicolai Valentiner
- (1905-1927) Adolph Hermann Valentiner
- (1927-1956) Martin Nymann
- (1956-1983) Steen Nymann (søn)
- (1983-2002) Steen Nymann / Søren Nymann (søn)
- (2002-) Søren Nymann